# Европијум
Европијум (Eu, лат. europium), је хемијски елемент из групе лантаноида са масеним бројем 63.. У периодном систему налази се у групи лантаноида и због тога се убраја у метале ретких земаља. Име је добио по континенту Европа. Само су европијум и америцијум елементи који су названи по континентима.
Као и остали лантаноиди, еуропијум је такође сребрено-сјајни тешки метал. Његове особине не следе контракцију лантаноида. Због његове електронске конфигурације, овај елемент има значајно мању густину као и доста ниже тачке топљења и кључања у односу са суседне елементе из периодног система. Он је хемијски најреактивнији ретки земни метал. Прве назнаке постојања елемента дали су Вилијам Крукс и Пол Емил Лекок де Буабодран 1896. године, а Ежен Анатол Демарсе је касније успео да докаже постојање елемента путем спектроскопије, те да га изолује.
Овај елемент има значајну примену у техници, јер се користи као материјал за израду светлећих тела попут катодних монитора, који су раније кориштени као екрани за рачунаре и телевизоре, затим у сијалицама и ЛЦД мониторима. У тим производима, црвена и плава боја добија се од супстанци које су допиране европијумом, а које на тај начин флуоресцирају у одређеном жељеном спектру.

## Историја
Прве назнаке о постојању елемента који је касније назван европијум дао је Вилијам Крукс 1885. године. При испитивању спектра флуоресценције смеше самаријума и итријума забележио је сигнале необичних наранџастих спектралних линија, а које су биле снажније у смеши елемената него када су ти елементи били у чистом стању. Он је схватио је да те линије указују на постојање новог непознатог елемента, те их је назвао „ненормалне линије”, а хипотетички елемент . Ново откриће које је утрло пут открићу овог елемента направио је Пол Емил Лекок де Буабодран 1892. године, када је поред „ненормалних” Круксових линија, у спектру самаријума открио још три, до тада непознате, плаве спектралне линије. Године 1896. Ежен Анатол Демарсе је претпоставио на основу ултраљубичастог спектра постојање једног новог елемента између самарија и гадолинијума, при чему је 1900. године утврдио, да би тај елемент могао бити исти онај којег су проучавали Крукс и Буабодран. Наредне године Демарсеy је пошло за руком да тај елемент изолује помоћу фракцијске кристализације двоструких соли самаријум/европијум-магнезијум нитрата. Елемент је назвао по имену континента Европа, Европијум. Аналогно начину како је европијум добио име, научници Глен Т. Сиборг, Ралф А. Џејмс и Лион О. Морган су 1948. године елемент који се у периодном систему налази директно испод европијума, а који спада у актиноиде такође назвали по једном континенту (Америци), америцијум.
Прва важније техничка употреба овог елемента била је производња европијумом допираног итријум-ванадата. Тај материјал за израду црвених светлећих тела открили су 1964. Алберт К. Левин и Франк Ц. Палила, а касније је одиграо врло важну улогу у развоју телевизије у боји. У те и сличне сврхе, изграђен је и први рудник за добијање руда ретких земаља у калифорнијском Маунтин Пасу, из којег се почев од 1954. интензивно експлоатише руда.

## Особине

### Физичке
Као и остали лантаноиди, европијум је меки, тешки метал, сребреног сјаја. Има неуобичајено ниску густину од 5,245 g/cm3, што је знатно ниже од њему суседних лантаноида из периодног система, као што су самаријум или гадолинијум, а такође ниже и од лантана. Исто важи и за његову релативно ниску тачку топљења од 826 ° и тачку кључања 1440 ° (код гадолинијума: тачка топљењa је 1312 °, а кључања 3000 °). Ове вредности су у супротности са, иначе применљивом, контракцијом лантаноида, а узрок томе је електронска конфигурација европијумa . Пошто му је f-љуска половично попуњена, само два валентна електрона (6s2) су доступна за креирање металних веза; због тога долази до доста слабије силе везивања и знатно већег атомског радијуса метала. Сличне карактеристике запажене су и код итербијума. Код овог елемента, са две у потпуности попуњене f-љуске такође постоје само два валентна електрона доступна за креирање металних веза.
У нормалним условима, европијум се кристализује у кубичну-просторно центрирану решетку са параметром решетке a=455 pm. Осим ове кристалне структуре, познате су још две модификације на високим притисцима. Редослед модификација при повећању притиска, као што је то случај код итербијума, не одговара редоследу код других лантаноида. Тако, на пример, код европијума није позната модификација у двострукој хексагоналној структури, нити у такозваној структури самаријума. Први фазни прелаз код овог метала одвија се при притиску од 12,5 GPa, а изнад овог притиска европијум се кристализује у хексагоналној, густо пакованој кристалној структури са параметрима решетке a=241 pm и c=545 pm. При притиску изнад 18 GPa, пронађена је још једна структура са Eu-III слична хексагоналној, густо пакованој кугластој структури.
При изузетно високом притиску изнад 34 GPa мења се електронска конфигурација европијума из двовалентне у тровалентну. Овим се постиже суперпроводљивост елемента, а која се јавља при притиску од око 80 GPa и температури од око 1,8 K. Јони европијума, који су уграђени у властите основне решетке, показују изразиту флуоресценцију. При томе је емитована таласна дужина зависна од оксидационог стања. Тако на пример јони Eu3+ флуоресцирају готово независно од основне решетке у распону од 613 до 618 nm, што одговара интензивној црвеној боји. За разлику од њега, максимум емисије јона Eu2+ је далеко више зависан од основне решетке те на пример за основну решетку баријум магнезијум-алумината износи 447 nm у плавом делу спектра, док за стронцијум алуминат износи 520 nm у зеленом спектру.

### Хемијске
Европијум је типичан неплеменити метал и реагује са већином неметала. Он је један од најреактивнији лантаноида, а са кисеоником реагује најбрже. Ако се загреје на температуру од око 180 °, спонтано се запали у контакту са ваздухом и сагорева до европијум(III)-оксида.
{\displaystyle \mathrm {4\ Eu+3\ O_{2}\longrightarrow 2\ Eu_{2}O_{3}} }
Европијум такође реагује и са халогеним елементима флуором, хлором, бромом и јодом дајући трихалиде. При реакцији с водоником настају нестехиометријске хидридне фазе, у којим атоми водоника улазе у шупљине унутар кугласте кристалне решетке метала.
Овај метал врло споро се раствара у води, док се у киселинама раствара много брже истискујући из ње водоник и градећи безбојне јоне Eu3+. Такође безбојни јони Eu2+ добијају се електролитичком редукцијом на катоди у воденом раствору. То је једини двовалентни јон неког лантаноида који је стабилан у воденом раствору. Европијум се може растварати у амонијаку, при чему као и код алкалних метала настаје плави раствор у којем се налазе солватизовани електрони.
Катјон Eu3+ спада, поред Sm3+, 3+ и 3+ међу катјоне лантаноида, који у посебно сачињеним комплексима могу емитовати светлост у видљивом делу спектра услед апсорпције одређених таласних дужина. Тровалентни катјон европијума је један од катјона који је у воденом раствору безбојан, али с којем органски лиганди могу изазвати такозвани ефекат антене са координираним издуженим системом π електрона, при чему централне честице снажно исказују луминесцентне особине. Тако π електрони лиганда проводе апсорбовану енергију улазне светлости (од око 355 nm) до 5d електрона јона Eu3+, чиме он одлази у 4f орбиталу те при повратку у првобитну орбиталу емитује светлост у видљивом делу спектра (око 610 nm таласне дужине).

### Изотопи
Постоји укупно 38 изотопа те 13 нуклеарних изомера европијума између 130 и 167Eu. Од њих само је 153 стабилан, а други, 151Eu, дуго времена је сматран стабилним, све док 2007. године нису пронађене индиције да се распада алфа распадом уз време полураспада од најмање 1,7 трилиона година. Оба ова изотопа налазе се у природи, где изотоп 153 има удео од 52,2% у природној смеши изотопа, а изотоп 151Eu 47,8%.
Више изотопа европијума као што су 152, 154 и 155 настају при разбијању језгара атома уранијума и плутонијума. У том процесу, изотоп 155 има удео од око 0,03% од укупне количине производа распада те представља најчешћи изотоп европијума који настане на тај начин. Присуство радиоактивних изотопа европијума потврђено је на атолу Ронгелап три године након контаминације атола у чијој близини је извршен тест атомске бомбе у склопу „операције Касл”.